# Vojtech Vaszily
Vojtech Vaszily (* 12. září 1953) je bývalý slovenský fotbalista, útočník.

## Fotbalová kariéra
V československé lize hrál za Jednotu Trenčín. Nastoupil v 5 ligových utkáních. Gól v lize nedal. V nižších soutěžích hrál i za TJ Trnávka a Rimavskou Sobotu.

## Ligová bilance
| Ročník                                   | Zápasy | Góly | Klub            |
| ---------------------------------------- | ------ | ---- | --------------- |
| 1. československá fotbalová liga 1978/79 | 5      | 0    | Jednota Trenčín |
| CELKEM 1. liga                           | 5      | 0    |                 |